# Молдова на Паралимпийских играх
Молдова после провозглашения независимости от Советского Союза в 1991 году на Паралимпийских играх дебютировала в 1996 году в Атланте, куда была направлена делегация из пяти человек для участия в соревнованиях по легкой атлетике, пауэрлифтингу и настольному теннису. Позднее представители Молдовы участвовали в каждых следующих летних Паралимпиадах. Спортсмены этой страны никогда не принимали участие в зимних Паралимпийских играх.
Самые высокие результаты молдавские спортсмены показали на Паралимпийских играх 1996 года в Атланте, когда легкоатлет Николае Чумак завоевал бронзовую медаль на дистанции в 10 000 метров в категории Т12 (тяжелые нарушения зрения), а Владимир Полканов взял бронзу в мужском одиночном разряде по настольному теннису, 8 класс.

## Медалисты
| Медаль | Название          | Игры         | Спорт             | Событие                           | Результат |
| ------ | ----------------- | ------------ | ----------------- | --------------------------------- | --- |
| Бронза | Николае Чумак     | 1996 Атланта | Легкая атлетика   | Мужчины 10 000 м, класс Т12       | 34:36.85 |
| Бронза | Владимир Полканов | 1996 Атланта | Настольный теннис | Мужской одиночный разряд, класс 8 | Групповой этап: 1 место из 4 (группа C) Четвертьфинал: Нико Вергейлен (БЕЛ) 2:0 Полуфинал: Магнус Андрее (ШВЕ) 0:2 |